# Božurevac
Božurevac (cyr. Божуревац) – wieś w Serbii, w okręgu rasińskim, w gminie Trstenik. W 2011 roku liczyła 252 mieszkańców.